# Luz Valdivieso
Luz María Valdivieso Ovalle (Las Condes, Santiago, 1 de julio de 1977) es una actriz chilena.

## Primeros años
Es hija de Gabriel Valdivieso Rodríguez; psicólogo, y de María de la Luz Ovalle Lecaros; historiadora. 
Cursó sus estudios en el Colegio Institución Teresiana, en Santiago, e ingresó a estudiar psicología en la Universidad de Chile. Tras cursar dos años de psicología, dejó la carrera para probar suerte en la Escuela de Teatro, de Gustavo Meza, y al terminar su primer año, decidió quedarse para perfeccionarse en la actuación.

## Carrera artística

### 2001-2004: Inicios
Su debut en televisión fue en la producción Piel canela de Canal 13, en donde interpreta a Anita, un rol secundario. El año siguiente en la telenovela Buen partido, interpreta su primer rol antagónico y comparte elenco con el también debutante Cristián Arriagada. Posteriormente Canal 13 deja de hacer producciones tras la crisis que tuvo su área dramática a comienzos de la década del 2000.
En 2003, luego de realizar un casting, Valdivieso quedó seleccionada para integrarse al elenco juvenil del área dramática de TVN, y actúa en 16 y en la secuela 17, en donde compartió roles con Francisca Lewin, Cristián Riquelme y Fernanda Urrejola, entre otros. A mediados del 2004, Valdivieso participa en la primera teleserie nocturna de Chile, Ídolos, donde interpreta a la rebelde Natalia. Toma un conflicto de amor con el padre de su mejor amiga, representado por el actor Eduardo Barril. En una entrevista dijo «[...] A mí, como actriz, me parece que es un desafío importante, porque es mucho más fácil hablar con el lenguaje de uno que con uno que no utilizaría en la vida. Entonces, como actriz es más interesante hacer un personaje que habla en esos términos y que tenga la naturalidad y credibilidad».

### 2005-2009: Ascenso en televisión
En 2005, se integra inmediatamente a la segunda teleserie nocturna, Los treinta, interpretando a Simona, una mujer que quiere dejar su matrimonio y a su hijo de lado para retomar su liberad. Más tarde, integra por primera vez Versus una teleserie central de TVN, interpretando su segundo rol antagónico.
Su debut cinematográfico fue con el filme No me toques de Mauro Bravo, en la que compartió papeles con Carmen Gloria Bresky, Sebastián Layseca, Benjamín Vicuña, entre otros. En 2006, protagoniza el filme Casa de remolienda, basado en la obra dramática La remolienda de Alejandro Sieveking. En este largometraje encarna a Isaura, una prostituta de origen urbano, muy altanera y fogosa. En el mismo año participa en la telenovela Floribella, una adaptación chilena de Floricienta. En esta producción interpreta a la antagónica principal de la historia y comparte roles con Coca Guazzini, Cristián Arriagada y Mariana Derderián.
Durante 2007, participa en el thriller nocturno Alguien te mira, en donde interpretó a la neurótica y arribista, Tatiana Wood. Este papel sobresale del resto y deja registro en uno de los más queridos en la audiencia. En el segundo semestre del año protagoniza junto a Francisco Melo, Ángela Contreras y Francisco Pérez-Bannen, la fracasada telenovela Amor por accidente.
En 2008, Valdivieso suspende su carrera televisiva para convertirse en madre, pero reaparece en 2009, protagonizando la telenovela Los exitosos Pells junto a Ricardo Fernández y Claudia Di Girolamo. Luego de compartir escenas con Di Girolamo, la actriz declaró: «Imagínate lo agradecida que puedo estar de recibir consejos de la que considero la mejor actriz de este país». En el mismo año coprotagoniza Conde Vrolok, telenovela de suspenso protagonizada por Álvaro Rudolphy. Sobre su rol dijo «[...] Yo creo que con esta teleserie retomamos el erotismo. El vampiro trae consigo ese ingrediente, porque encanta con su mirada, hipnotiza.» En la producción vuelve a compartir escena con Di Girolamo, Rudolphy, Francisca Lewin y Matías Oviedo.

### 2010-presente: Consolidación como actriz
En 2010, protagoniza la producción dramática La familia de al lado, junto a Jorge Zabaleta, María Elena Swett y Álvaro Rudolphy. En esta telenovela, Valdivieso interpreta a Ignacia Fabres, una misteriosa mujer, de apariencia frágil e inestable carácter. Posteriormente se retira momentáneamente de la televisión para ser madre por segunda vez.
En 2012, es coprotagonista de la adaptación chilena de la serie española Gran Reserva, que llevó por nombre Reserva de familia. El mismo año se convierte en la pareja televisiva de Jorge Zabaleta, en la comedia Separados, la cual es protagonizada por los dos, y en donde, su personaje se convierte en la verdadera protagonista antagonista. Su personaje abarcó todos los créditos de la historia y compartió roles con las actrices Sigrid Alegría y Alejandra Fosalba. Paralelamente participa en el filme Caleuche: El llamado del mar de Jorge Olguín.
Durante el 2017 tuvo una participación especial en la teleserie chileno-colombiana vespertina La colombiana. A comienzos de septiembre deja el Área Dramática de TVN, después de 14 años siendo parte de exitosas producciones en el canal estatal y emigra al Área Dramática de Mega comandada por María Eugenia Rencoret. Su primer trabajo allí fue la telenovela nocturna de comedia Casa de muñecos.  
Luego participó en otras telenovelas allí como 100 Días para Enamorarse, Pobre Novio y Hasta Encontrarte, en esta última fue protagonista interpretando a Catalina Cienfuegos, una mujer que busca sin cesar a su hija perdida que, sin saber que fue adoptada ilegalmente. 
En 2024, participó en la exitosa y hoy icónica telenovela dramática y de época ganadora de premios El señor de La Querencia; allí interpretó a Leontina Aguirre, una estricta y exigente ama de llaves de la hacienda La Querencia que, ama perdidamente y en secreto a su patrón, José Luis Echeñique, más conocido como "El señor de La Querencia". Además, allí comparte escenas con Gabriel Cañas, María Gracia Omegna y Vivianne Dietz, entre muchos otros. 

## Vida personal
La actriz contrajo matrimonio con el actor Marcial Tagle el 3 de diciembre de 2005. En 2008 se convierte en madre por primera vez, nace su hija María de los Rayos, y en 2011 nace su segundo hijo llamado Marcial., y en octubre del año 2016 nace, Lucía. El 20 de enero de 2022 la actriz confirmó su separación en buenos términos con Marcial Tagle. En el mismo año, se confirmó su relación con el también actor Claudio Castellón, la cual duró algunos años.

## Filmografía

### Cine
| Películas | Películas                    | Películas     | Películas          |
| Año       | Título                       | Rol           | Director           |
| --------- | ---------------------------- | ------------- | ------------------ |
| 2006      | Casa de remolienda           | Isaura        | Joaquín Eyzaguirre |
| 2010      | Sobre la mesa                | Andrea        | Francisca Alegría  |
| 2010      | Otro domingo                 | Rita          | Diego Rougier      |
| 2011      | Quiero entrar                | Sandra        | Roberto Farías     |
| 2012      | Caleuche, el llamado del mar | Amanda        | Jorge Olguín       |
| 2012      | El derechazo                 | Carolina Tomá | Lalo Prieto        |

### Televisión
| Año  | Título                   | Personaje                | Canal               |
| ---- | ------------------------ | ------------------------ | ------------------- |
| 2001 | Piel canela              | Ana Moreno               | Canal 13            |
| 2002 | Buen partido             | Estefanía Elizalde       | Canal 13            |
| 2003 | 16                       | Alejandra Moretti        | Televisión Nacional |
| 2004 | 17                       | Alejandra Moretti        | Televisión Nacional |
| 2004 | Ídolos                   | Natalia Medina           | Televisión Nacional |
| 2005 | Los treinta              | Simona Bórquez           | Televisión Nacional |
| 2005 | Versus                   | Vanessa Carrera          | Televisión Nacional |
| 2006 | Floribella               | Agustina Santillán       | Televisión Nacional |
| 2007 | Alguien te mira          | Tatiana Wood             | Televisión Nacional |
| 2007 | Amor por accidente       | Adriana Cicarelli        | Televisión Nacional |
| 2009 | Los exitosos Pells       | Sol Costa                | Televisión Nacional |
| 2009 | Conde Vrolok             | Montserrat Batista       | Televisión Nacional |
| 2010 | La familia de al lado    | Ignacia Fabres           | Televisión Nacional |
| 2012 | Reserva de familia       | Lucía Rivera             | Televisión Nacional |
| 2012 | Separados                | Carolina Cavada          | Televisión Nacional |
| 2014 | El amor lo manejo yo     | Laura Greene             | Televisión Nacional |
| 2014 | No abras la puerta       | Isabel Tobar             | Televisión Nacional |
| 2017 | La colombiana            | Isabella Marconi         | Televisión Nacional |
| 2018 | Casa de muñecos          | Mónica Falco             | Mega                |
| 2019 | 100 días para enamorarse | Antonia Salinas          |                     |
| 2021 | Pobre novio              | Alicia Aguilera          |                     |
| 2022 | Hasta encontrarte        | Catalina Cienfuegos      |                     |
| 2023 | Generación 98            | Constanza "Cota" Stuardo |                     |
| 2024 | El señor de La Querencia | Leontina Aguirre         |                     |

## Teatro
- H (Hiroshima Mon Amour / Versión).
- Los borrachos.
- De ratones y de hombres.
- La caída de la casa Usher.
- Top Rogs.
- Tres noches de un sábado.
- El paquete.
- Reunión de apoderados.

## Publicidad
- Banco Santander - Voz protagonista.
- Johnson - Protagonista junto a Mónica Godoy y María Elena Swett.
- Head & Shoulders - Protagonista.
- Hites - (2014) Protagonista del comercial.